# Den starkaste (1929)
Den starkaste är en svensk svartvit dramafilm (stumfilm) från 1929 i regi av Alf Sjöberg och Axel Lindblom och med manus och foto av Lindblom. I rollerna ses bland andra Bengt Djurberg, Anders Henrikson och Gösta Gustafson.

## Handling
Skeppar Larsen och hans närmaste man, Ole, planerar säsongens säl- och björnjaktsfärd mot Spetsbergen med fartyget "Viking". Larsen bjuder på kaffe hemma hos sig, och Ole intresserar sig då för dottern i huset, Ingeborg. Larsen ser gärna Ole som svärson. Ingeborg vinkar farväl av "Viking" med besättning som ska in till Tromsö för att proviantera inför långfärden. I hamnen i Tromsö ligger även "Maud" förtöjd, ett annat fångstfartyg som också förbereds för ishavsfärd. Mellan Ole och sälskytten Jens på "Maud" finns en rivalitet vilket leder till fullt slagsmål mellan besättningarna. 
En arbetslös sjöman, Gustaf, anländer till Larsens gård och får där arbete som dräng efter att den tidigare avskedats, tycke uppstår nu mellan Gustaf och Ingeborg. På hösten återvänder ishavsfolket, och det blir rivalitet även mellan Ole och Gustaf. Larsen tar då Oles parti, men Ingeborg visar klart och tydligt att det är Gustaf hon håller av. I ett slagsmål med Ole får Gustaf återigen visa sig som den starkaste.
Gustaf lämnar gården, och på våren mönstrar han på ombord på "Maud", som åter ska avsegla mot Spetsbergen. Man är på jakt efter säl, och när Jens misslyckas så får Gustaf chansen att visa sin styrka även som skytt. Han får in en hel serie träffar och blir befordrad. Jens som dessutom degraderas och ruvar nu på hämnd. 

## Om filmen
Inspelningen ägde rum mellan maj och augusti 1929 i Filmstaden Råsunda, Tromsø, Ramsfjord samt på Norra ishavet. 
Filmen premiärvisades den 28 oktober 1929 på biograferna Röda Kvarn i Gävle och Röda Kvarn i Stockholm.

## Rollista
- Bengt Djurberg – Gustaf, sjöman
- Anders Henrikson – Ole, sälskytt på Viking
- Gösta Gustafson – Jens, sälskytt på Maud
- Gun Holmquist – Ingeborg Larsen
- Hjalmar Peters – Larsen, Ingeborgs far, skeppare på Viking
- Maria Röhr – farmor
- Civert Braekmo – Olsen, skeppare på Maud
- Tøre Pedersen	– Kåre, skeppspojke på Viking
- Håkon Antonsen